# Sauipe

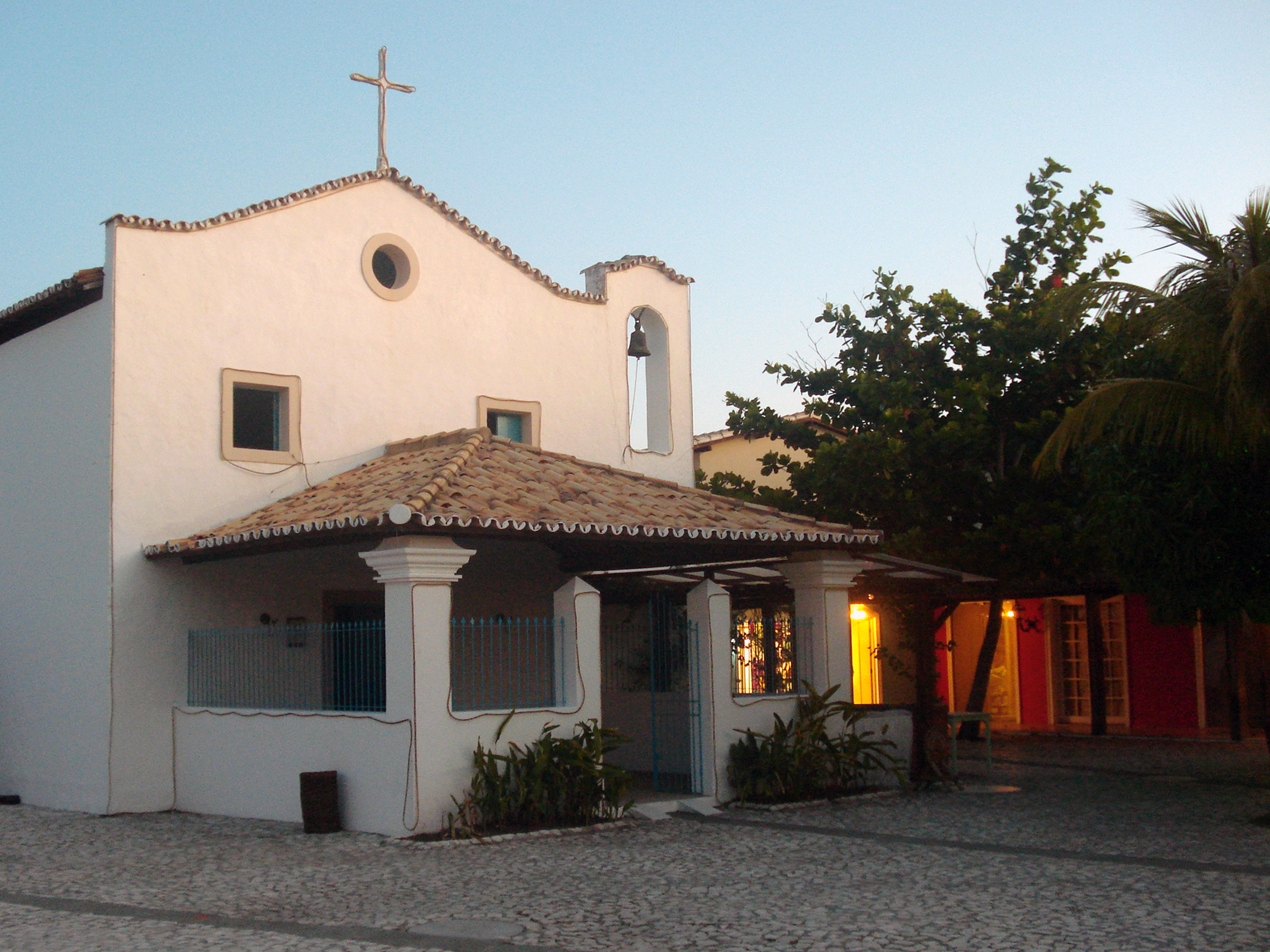
Capilla en Vila Nova da Praia, en Sauipe

Sauipe es un distrito en el municipio de Mata de São João, en la costa norte del estado de Bahía, en Brasil. Hay pocos residentes permanentes allí, debido al alto costo de las residencias y al hecho de que casi toda el área está llena de hoteles y resorts, que forman el complejo turístico más grande de Brasil.
El nombre del distrito es una referencia al río homónimo local.

## Turismo
Sauipe es reconocido por el complejo Costa do Sauipe, el cual es un importante desarrollo turístico-hotelero que consta de 4 resorts, pertenecientes a una misma cadena hotelera. Se extiende sobre 176 hectáreas y se encuentra a 76 kilómetros del aeropuerto de Salvador de Bahía.
Debido a su tamaño, ya ha recibido eventos como el Brasil Open de Tenis (2001-2011), el Mundial de fútbol playa de 2001, el festival de música electrónica ‘Sauipe Fest’, la XXXVI Reunión Ordinaria del Consejo del Mercado Común del Mercosur en 2008 y el sorteo de la Copa Mundial de la FIFA 2014.
Al lado del complejo turístico, se encuentra el Eco Parque Sauipe, un espacio de 66 hectáreas que atrae por la biodiversidad del ecosistema de la conjunción entre pequeños tramos de restinga y manglares rodeados por el Bosque Atlántico.